# 阿波罗15号返回地球
1971年8月2日，阿波罗15号“猎鹰号”登月舱（LM）从月表升空，完成了与“奋进号”指令/服务舱（CSM）会合对接，在转移完月岩样本和其他设备后，猎鹰号被抛弃，然后它将点燃火箭引擎并撞向月球表面。 
阿波罗15号在月轨上再停留了一天，继续沃尔登的观测。在释放一颗卫星之后，他们启动服务舱引擎，开始进入返回轨道。第二天，沃尔登出舱，从科学仪器模块托架上取回了相机中的胶卷盒。
在太空的第十二天较为平静，任务控制中心举办了一场记者会，宇航员们回答了新闻媒体提出的一些问题；第十三天和最后一天主要准备再入地球轨道，降落过程中，三具降落伞中有一具未打开，另外二具帮助他们平安落地。

## 交会对接
在历经171小时37分6秒后，“猎鹰号”登月舱从月表起飞，上升过程中，沃尔登应休斯敦的要求，播放了一首“空军之歌”，但他并不知道，任务控制中心切换了一个开关，将他播放的音频传到了登月舱。据了解，斯科特对此极为不满，因为这首歌的播放，
导致他们无法与任务控制中心进行任何通信。  

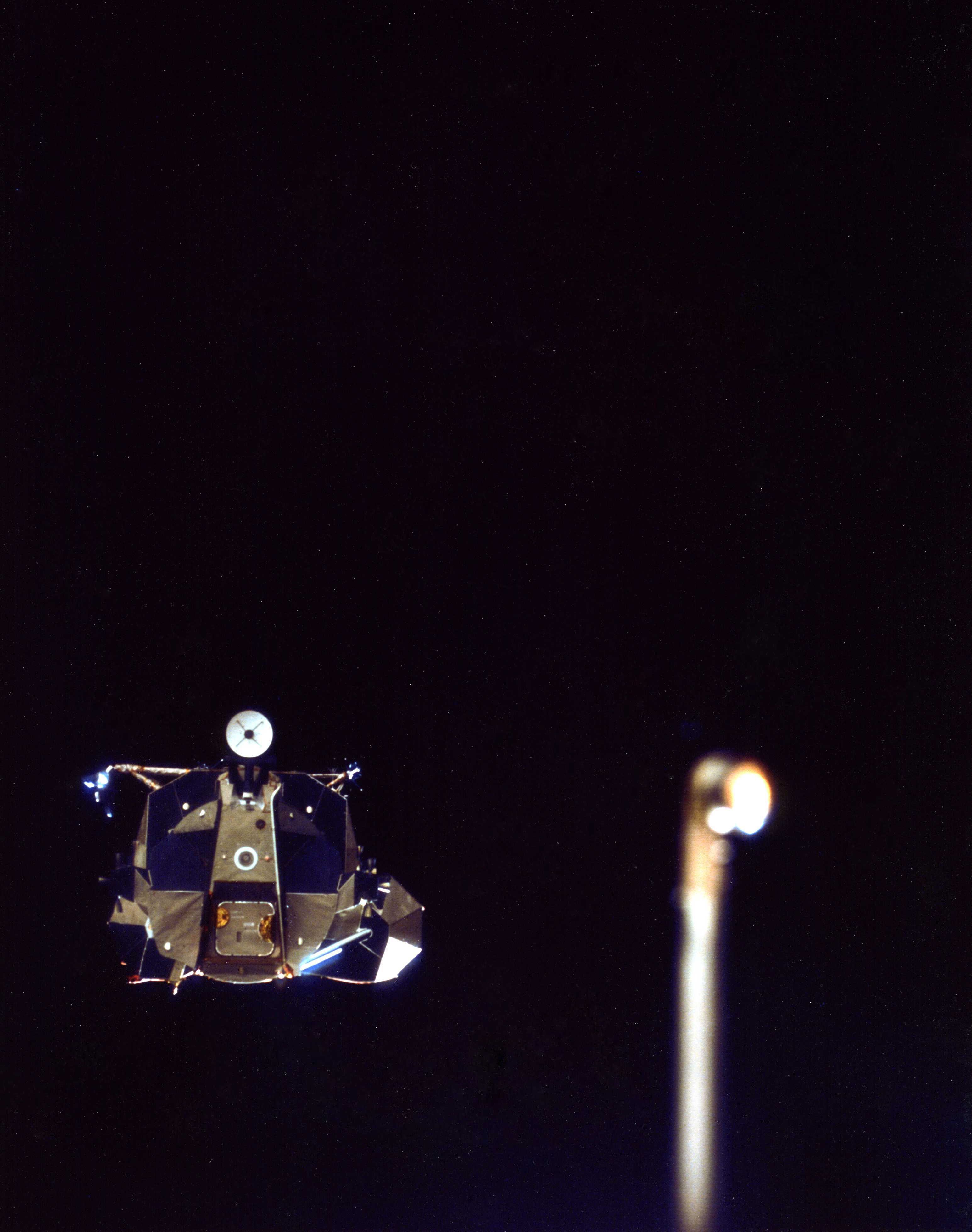
交会时，从“奋进号”指令/服务舱所看到的阿波罗15号“猎鹰号”登月舱，照片前景中的物体是舱外活动照明灯。

登月舱进入42×9海里（77.8×16.7公里）轨道，阿波罗15号将进行第一次直接交会，两艘飞船将在同一轨道上对接，但此时登月舱轨道并不完全与指令/服务舱处在同一平面，所以需要登月舱再次点燃上升引擎。
在接下来飞过月球正面的一段轨道中，航天器继续靠近，猎鹰号在它较低的轨道上追上了奋进号。一旦二者相距120英尺（40米）左右，就开始保持间距不变。与之前所有的阿波罗任务一样，宇航员们开始大量拍摄这一过程的照片和录像。在奋进号锁定对接口后，猎鹰号的使命也就结束了。

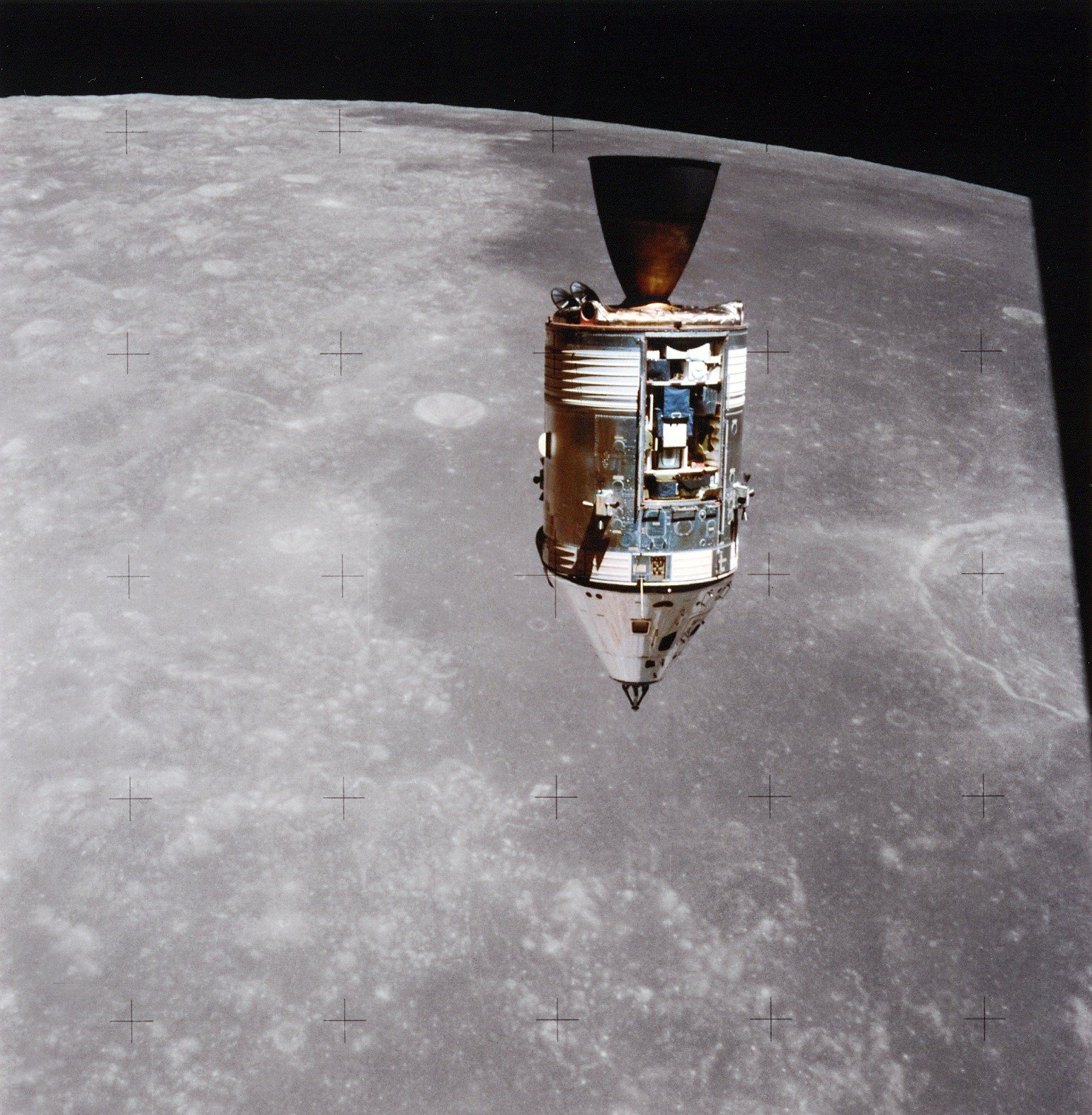
交会时，从“猎鹰号“登月舱所看到的阿波罗15号“奋进号”指令/服务舱。

打开舱盖后，宇航员们开始转移在月表所收集的岩石样本。斯科特和艾尔文也用真空吸尘器清扫他们的太空服，尽可能地清除掉灰尘。同时，还转移了电影杂志、食物、尿液和粪便袋（用于体检）以及一具氧气净化系统（OPS）。在月表，氧气净化系统被用作应急供氧，或在登月舱乘员无法与指令/服务舱对接，不得不通过出舱方式转移时所用，沃尔登也将在出舱任务中使用到它。 
转移作业完成后，他们重新密封了两船间的舱口并准备抛弃登月舱，这次脱离与前次登月时的不同。现在将是一次爆炸性的抛弃，因为大部分对接探头结构已不需要了，并将留在登月舱中。在减压两船间隧道时出现了些困难，这表明舱口密封不严，延迟了轨道分离。检查舱口后，机组人员仍找不出原因，但隧道现已排空。飞行指令长克里斯托弗·克拉夫特（Christopher Kraft）在其2001年回忆录中写道，其中一些困难可能是船员疲劳造成的，由于在月球停留时间较长，当时斯科特和艾尔文已持续辛劳22个小时没有睡眠，而且两人在月表出舱活动后都出现了心律不齐的症状。克拉夫特写道，就所执行的任务，地面控制人员和机组成员间已数次协调破裂，他回忆道这是他在任务控制中心职业生涯中最紧张的经历之一。
就在阿波罗15号发射前不到一个月，苏联联盟11号发生的死亡事件，导致宇航员操作程序规定有了新的变化。联盟号11号在分离返回舱与轨道/服务舱时，因一个再加压阀被打开，造成3名机组乘员全部死亡。因此，阿波罗15号任务规划人员规定，在登月舱与指令/服务舱分离期间，乘员必须穿上耐压服，这是之以前所没有的规定。 这些耐压服引起了一些问题，因为在隧道泄压前的完整性测试期间，斯科特无法穿好耐压服。
在最终抛弃登月舱后，指令/服务舱执行了一次小规模的轨道机动飞行助推以进一步与登月舱分离。 猎鹰号则按指令启动上升段发动机，以便撞击月球表面。延迟意味着登月舱不会撞击到原计划的登月点，而是撞击在距离着陆点约56英里（90公里）处，月面坐标北纬26°12'、东经0°6'的地方。
宇航员们应开始休息了，但由于延误现在不得不要完成其它一些琐事，主要是重新打开交会对接阶段关闭的科学仪器模块托架上的仪器，并重定向飞船以便它们能正常工作。就在睡前，他们的实际顶头上司迪克·斯雷顿发来无线电，告诉他们服用镇静剂“速可眠”（司可巴比妥钠），但遭到宇航员们的一致拒绝。
当看到斯科特和艾尔文的心电图出现了二联律节奏时，地面医生们开始担扰起来。 由于缺钾，心室以相连的双次节奏搏动，而非持续的单次搏动。 低钾血症被认为是由训练计划和飞行压力引起的，后来，艾尔文在1991年死于心肌梗死。
最后3个半小时后，他们打算去睡觉，在任务控制中心第一次向乘员说晚安后的2小时，即月轨的第五十四圈，他们开始睡觉，斯科特和艾尔文已熬了23个多小时了，沃尔登也有21个小时没睡觉了。

## 月轨最后一天和进入地球轨道

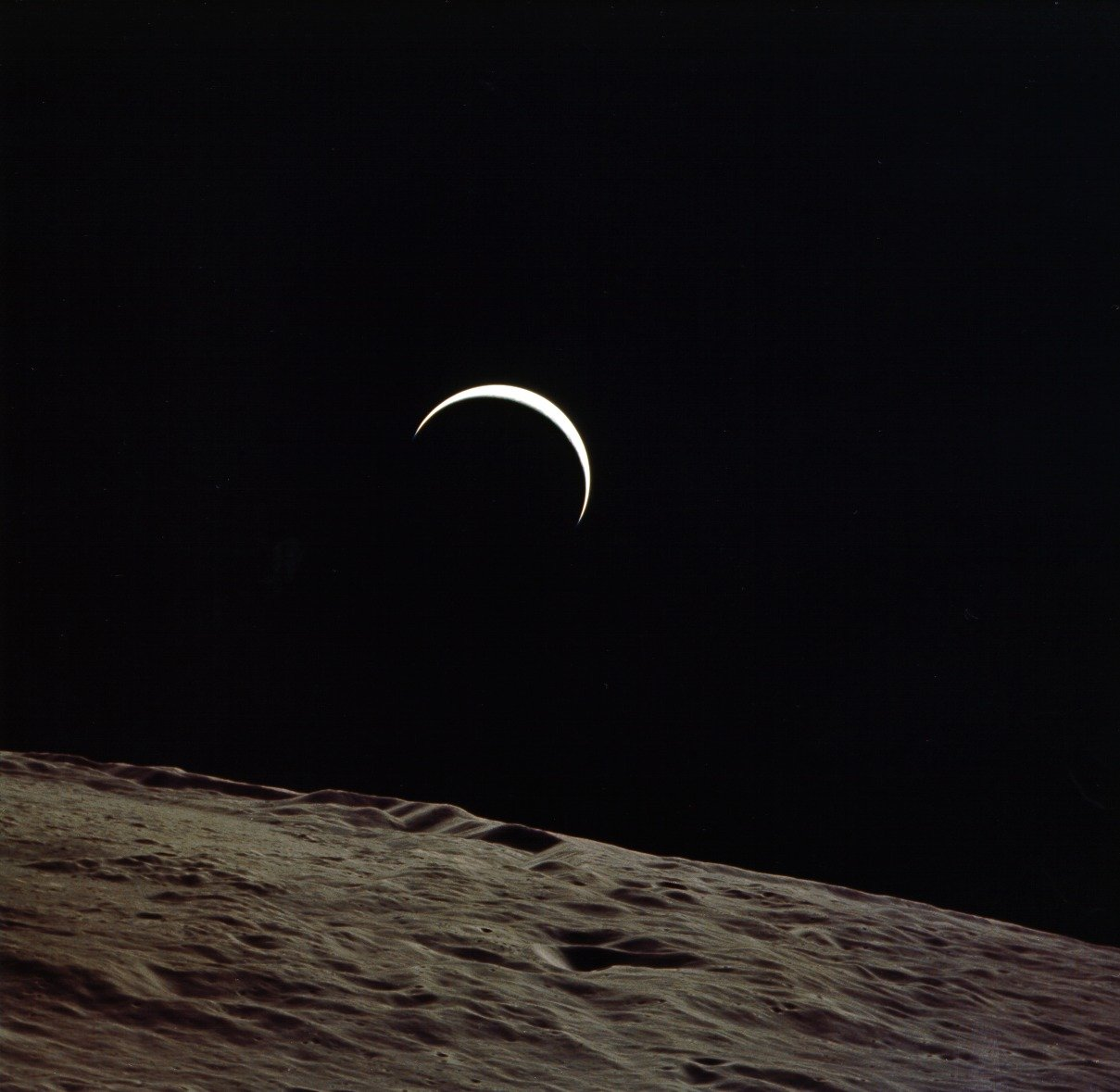
任务尾声时阿波罗15号机组人员看到的地球升起

在飞船动力系统点火将他们送入跨地球轨道（TEI）前，阿波罗15号在月轨度过了最后一天，这一天的主要任务与沃尔登前四天所做的基本相同。
任务控制中心重新对飞行计划作了很多修改，激光高度计失灵并宣告损坏；机组人员被告知要用250毫米长焦镜头替换哈苏相机上的80毫米镜头，继续拍摄他们喜欢的照片，带着未曝光的胶卷回地球是没有意义的。 
在拍摄目标中的晨昏圈区，太阳看上去要么正在升起，要么尚位于地平线下。 这些照片非常有用，因为它们能强烈突显出月表地貌的凹凸特征。 现在，有船上有三位宇航员，可拍摄到更多的照片，其中一位可随时操纵科学仪器舱并接收任务控制中心的新飞行计划，机组人员还遵照指令打开了全景相机，对所有主要目标都进行了成像。
当阿波罗15号从第73圈的月球背面出现时，离进入跨地球轨道只剩两圈了。 在此期间，机组人员必须释放子卫星并准备返程火箭点火。与指令/服务舱和登月舱一样，卫星动力系统也是高度冗余的， 唯一没有的部件是引擎罩和燃烧室。

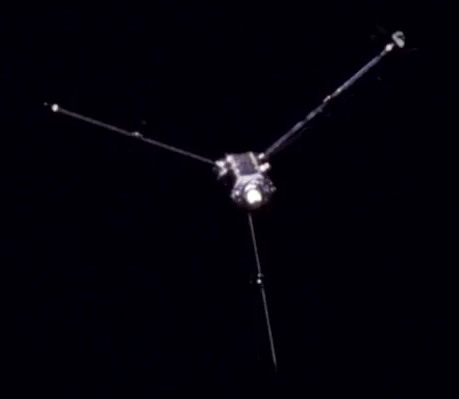
释放的子卫星

该子卫星被设计用于测量月球引力并研究地球和月球的磁层。 外形为31英寸（79厘米）×14英寸（36厘米）的六面体，重约78.5磅（35.6千克），白天由太阳能电池提供电源，夜晚则由银镉电池供电。 释放后它有三根自动伸出的桁臂，长度为5英尺（1.5米）。
在释放子卫星前，机组人员再次点燃发动机提高轨道，旨在让子卫星能够运行更长时间。 经过3秒燃烧，轨道从65.4×52.2海里（121.1×96.7公里）上升到76×54.3海里（140.8×100.6公里）， 在这一新轨道上，预计卫星能存续1年的时间。

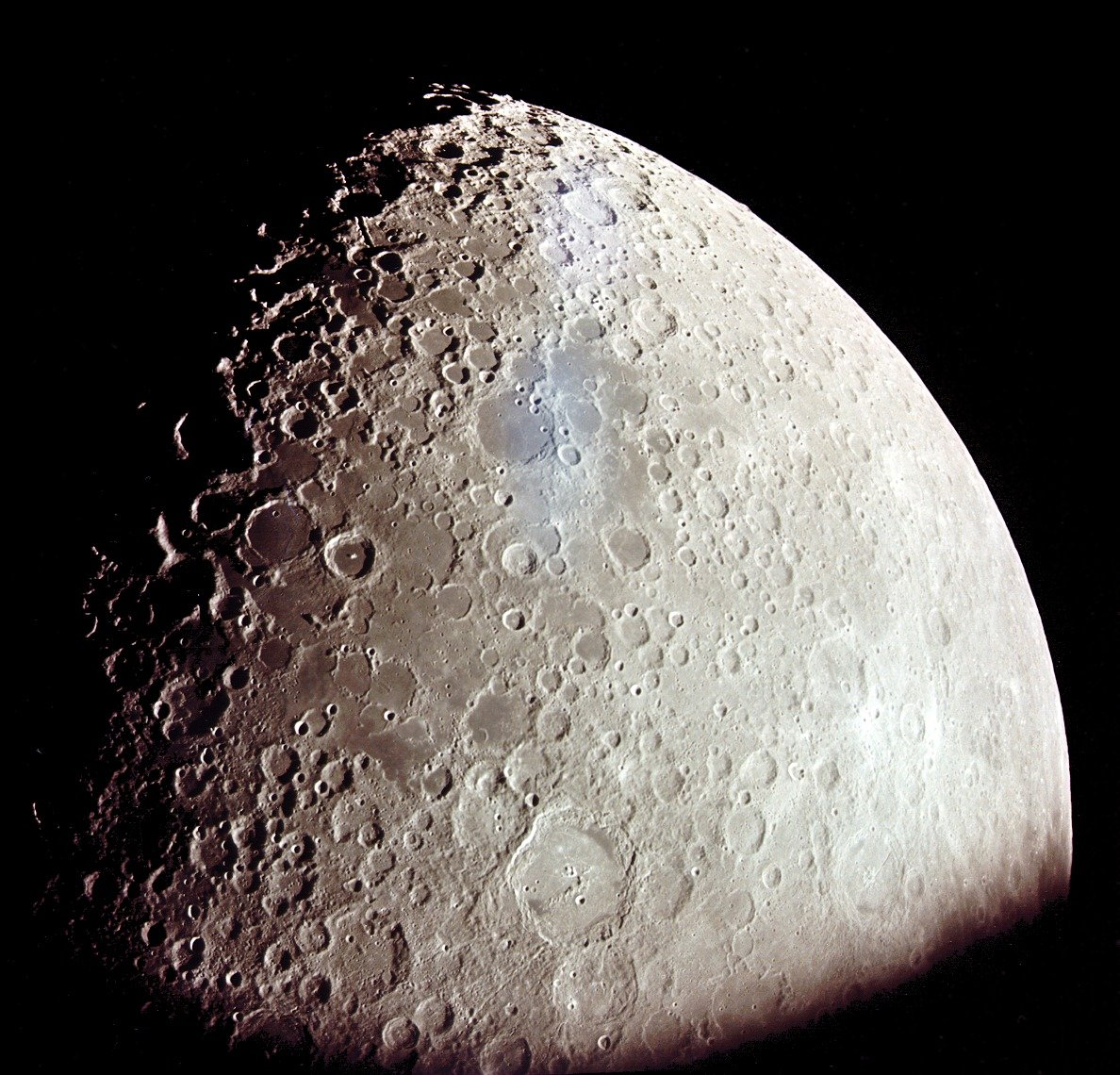
阿波罗15号返回地球时看到的月球，中间是南海、中下方是洪堡环形山，靠近顶端晨昏圈边界可看到薛定谔月谷及它所贯穿的西科尔斯基环形山。

当开始第74圈和最后一圈绕月时，机组人员将航天器定位为正确的释放姿态。子卫星如期释放，通过引爆两颗爆炸螺栓，释放了以弹出加载机制启动的卫星，一根固定在曲槽中的销钉使卫星产生自旋， 旋转有助于卫星的稳定。
在获得任务控制中心发送的启动返程动力系统（SPS）所需信息后，阿波罗15号最后一次消失在月球背面。 动力系统准时点火，燃烧2分21秒后，速度提升了3050英尺/秒（930米/秒）。
在太空的第十天，留给宇航员们要做的事很少。 月球逐惭远去，他们继续拍摄月表，用完所有剩下的胶片。现在他们又回到了地月轨道间阳光恒定的外层空间，他们将航天器转入载人运输模式（PTC）。

## 第十一天和舱外活动
在太空第十一天的主要任务是沃尔登的出舱活动， 这是自斯科特在阿波罗9号执行过以来的第一次指令舱驾驶员舱外活动。
在离开月球引力范围后的第238小时14分51秒，机组人员开始准备，此时地球的引力强于月球引力。 从现在开始，它们将开始加速飞向地球。在收回并关闭仪器舱托架中的设备后，机组人员穿上了太空服并禁用了靠近仪器舱的姿态控制火箭(RCS)，防止因意外点火对沃尔登造成危险，另外，控制面板也罩上了防护装置，避免因误碰而打开开关。
检查过太空服和飞船减压后，舱门被打开。沃尔登在舱口安装完电视及电影摄影机后，丢弃了两袋不需带回地球的垃圾，然后顺着舱壳扶手慢慢移动到科学仪器模块托架，除收回仪器外，他还要负责对仪器进行检查，找出各种所遇到问题的原因。

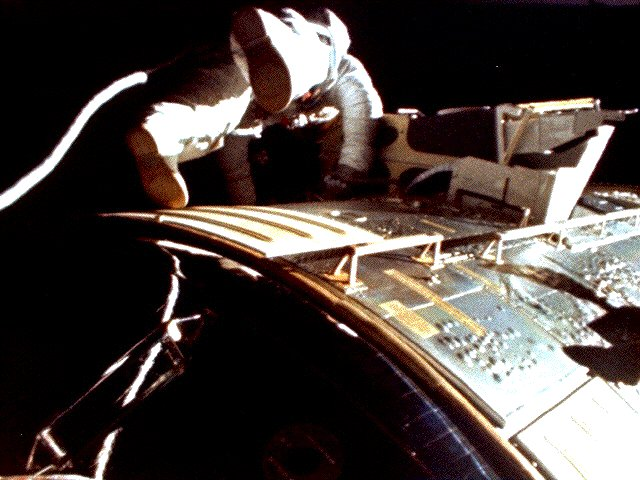
正在从舱外科学仪器模块架相机中取回胶卷的阿尔弗莱德·沃尔登，詹姆斯·艾尔文在舱口拍摄的一张16毫米底片照片。

首先，他从全景相机中取出胶卷暗盒，然后将其送回机舱。 然后他在取出测绘相机上的胶卷盒，检查过“V-over-H”传感器后，发现并非像任务控制中心认为的有什么东西遮挡了传感器，后来的分析发现该问题实际与信噪比有关。 
由于其他仪器的数据已通过无线电发回地球，因此，没有再需收回的设备了。20分钟后，舱门再次被关闭并锁定，仪器舱托架重新转向，以让X射线光谱仪对准天蝎座X-1和天鹅座X-1。

## 第十二天
到当天夜晚，机组人员已为阿波罗计划创下了一项新的太空耐力记录（不包括所有的宇宙飞船，如双子座7号在太空逗留了14天，而联盟11号则近1个月）。宇航员们在太空中度过的第十二天是最安静的一天，就像所有的阿波罗登月飞行一样，主要目标已经完成，返程途中几乎没有剩下需要去做的事情。 
接下来机组乘员又进行了一次实验，这次打开舱内灯光照明，看看是否会影响能见度，结果他们发现无法看清外面。
任务控制中心配平了舱内所有的搭载物，如何摆放装载物是非常重要的，它们必须被放置在飞船设定的重心范围内，尤其重要的是重170磅（77公斤）的月岩样品和55磅（25公斤）的全景相机胶卷盒。 
本次飞往的地球部分地区与月食相重合，当月球穿过地球的本影时会发生这种现象。机组乘员接到拍照指令，但由于相机需手持拍摄以及曝光长度不足，所以大多数拍摄的照片都是模糊不清，宇航员留在月表的仪器也记录到了月食，但只是反映表面温度下降了185开。
机组人员还举办了一场太空飞行发布会，指令舱宇航通讯员给他们阅读了新闻界提交了问题。首先，他们被问及愿意再做的事和不想再做的事。斯科特回应说，从哈德利·德尔塔山上俯瞰平原是他最美好的一刻；对沃尔登来说是进入月球轨道，第一次近距离看月球以及进入跨地球轨道，这意味着他们要回家了；艾尔文最喜欢飞船发射，但不愿重复部署月球车时，在电视摄像机前跌倒。
大多数问题都集中在月表作业上，例如最重要的发现是什么？艾尔文回答说，是在“揭示了哈德利山一侧的山体结构”。斯科特被要求描述降落猎鹰号时的感受。 他说，月表上的凹坑比预想的更微妙，这使瞄准地标变得更困难。 斯科特还被问及所进行的三次7小时舱外活动的体力负担，他说没看到有任何问题，并称赞任务开始前在地球上所做的训练，为所有可能发生的事件做好准备。
月球车也是大家很感兴趣的话题，艾尔文将它描述成一匹脱缰的野马，有时只会有两只轮子碰到地面。斯科特说，他觉得这是一台非常稳定的机器，在仅1/6的重力下有一点发漂。 斯科特还被问到遇到很多麻烦的钻探。 他说，在离地面约一米深的地方遇到了坚硬的岩石，他无法轻易钻探。 尽管他和艾尔文在提取岩芯样本时遇到很大的困难，但他认为这是值得的。
斯科特回答了有关错失北部综合体的问题，他说，就最初的任务目标而言，北部综合体甚至都没被提到，这只是后来添加的。虽然个人有点失望，但这本来就是一个额外的奖励。
与以往一样，除一些“漂亮的电视画面”外，还有一些有关美国纳税人所承担使命的问题，斯科特说，人类必须去探索，伴随着大量的科学数据，太空飞行已取得了伟大的探索意义，沃尔登和艾文完全同意这些观点。
当被问及飞船问题时，宇航员们认为除了一些断路器电路爆裂和动力系统推力开关问题外，飞行非常顺利。 艾尔文说“这似乎像是一个次非常平淡的模拟训练”。
在谈到从轨道上描述地质观测时，沃尔登讲了所看到的火山锥以及陨坑数量，特别是在月球背面，似乎已被熔岩流填满了。媒体也对他独自一人三天的感受感兴趣，他回答说，按照飞行计划，没有多少时间坐下来思考，这三天似乎过的非常快。当问到为什么他的舱外活动很快就回来时，他说并没很快就回舱，只是完成工作后才进来。
新闻发布会后，取消了第六次的航向修正，飞船进入的跨地轨道非常好，已无需再作进一步的调整。 斯科特、艾尔文和沃尔登在第278个小时开始最后一次的睡眠。

## 再入大气层
在太空最后一天醒来后，宇航员们最后一次关闭了科学仪器舱架，伽玛射线光谱仪从吊杆上收回，所有设备都已安全处置。当飞船再入地球大气层后，与服务舱一起的其它部分将被烧毁。
姿态控制火箭点火燃烧21秒，完成了任务最终的中段修正（MCC-7）或通道控制燃烧，使飞船减速5.6英尺/秒（1.7米/秒）。 现在剩下的全部事情是与服务舱分离，并将飞船调整为平端朝前。
然后，指令舱姿态控制动力系统加压并检查甚高频(VHF)无线电链接， VHF 将在再入时通过黑障区使用。
与服务舱分离是非常重要的一环， 首先，一连串微爆装置被引爆; 然后揿下开关启动分离。从此刻起，飞船将由自动驾驶系统接管。船上计时器启动姿态控制火箭点火加速分离，两舱间的电气连接被使用微量火药弹出炮式插头插座连接器来切断，一台火药驱动的铡刀则切断了电线束和管道，并进一步割断了连接两舱的系带，然后用弹簧将它们推开。
进入大气层后，加速度峰值达到6 g（59米 /秒²），通过黑障区后，速度逐惭放慢。穿过7300米（24000英尺），舱盖被火药炸开，释放出两套降落伞。 首先，是两具拖曳伞，它们使指令舱减速并稳定在500公里/小时至280公里/小时，二十秒左右后，三具大型降落伞被拉出。

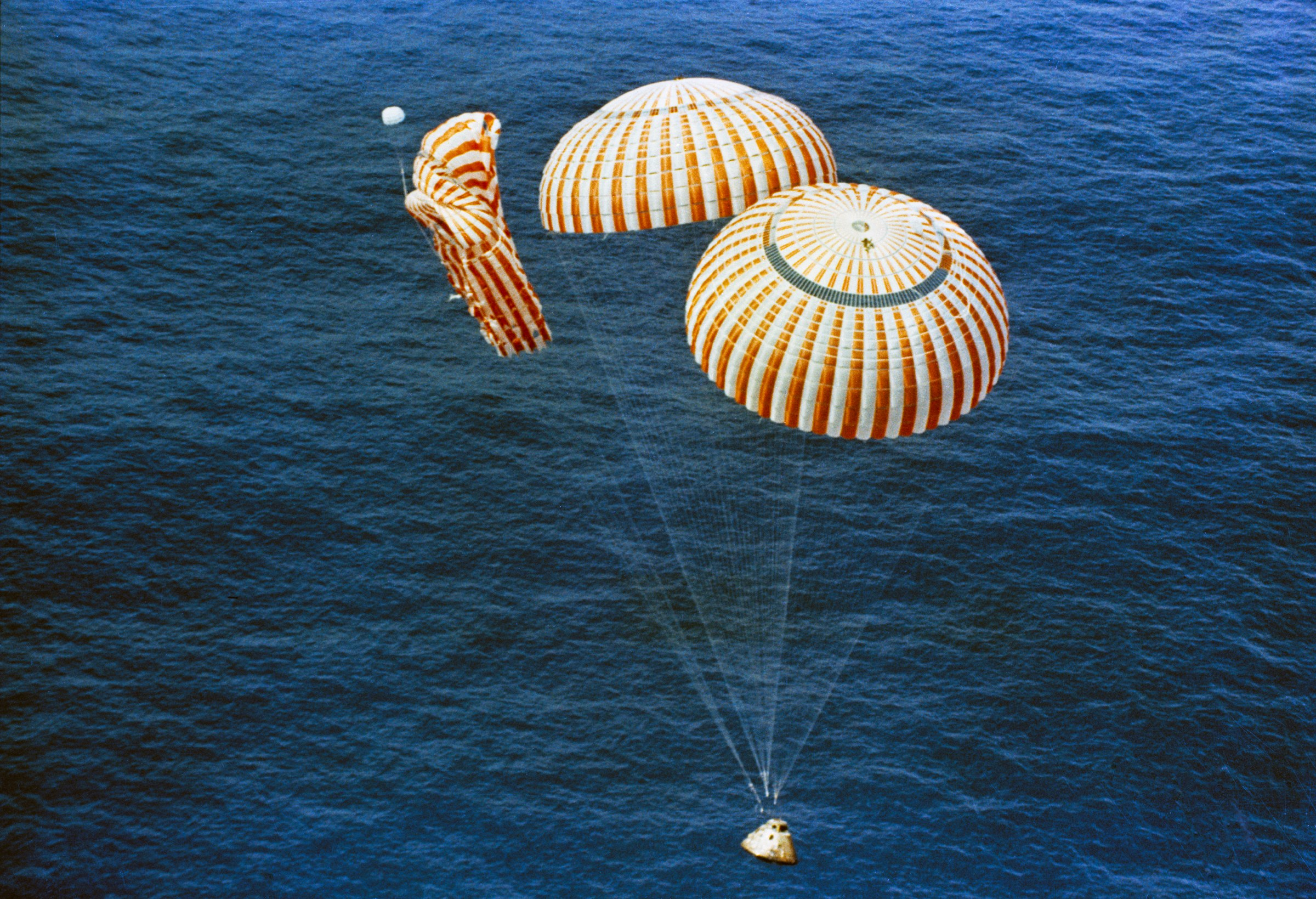
阿波罗15号座舱降落时只打开了二具降落伞

在该地区的回收部队报告，只有两具主降落伞被打开。溅落后沃尔登说，起初所有三具降落伞都正常张开了，但他注意到，在姿态控制火箭燃料（毒性的肼和四氧化二氮）倾泄后，其中一具就塌瘪了。飞行后的分析发现未打开降落伞上六根伞绳中有两或三根不见了。虽然没有发现确切的原因，但认为伞绳的消失与火箭燃料的倾泄有很大关系。
溅落点坐标估计为北纬26°13’、西经158°13’，位于夏威夷州火奴鲁鲁以北330英里（530公里）处，距主打捞船-美国“冲绳岛”两栖攻击舰(LPH-3) 5.3英里（9.8公里）。 
一具降落伞没打开对航天舱并不影响，它被设计成只要两具降落伞就可平安着陆，第三具是为有一具失灵情况下的备份。溅落后，座舱保持直立，这意味着自身恢复正常，没产生延迟。“冲绳岛号”上的蛙人几分钟内在座舱上安装了一条海锚并打开舱门，让船员们进入救生筏。由于先前登月中发现月球上并无生命后，因而，阿波罗15号成为首个没有对返回宇航员作月球微生物隔离检疫的任务。
他们被空运至夏威夷希卡姆空军基地，从那里乘坐洛克希德捷星号喷气机飞往休斯敦艾灵顿空军基地。 
指令舱则被陈列在俄亥俄州代顿，赖特-帕特森空军基地美国空军国家博物馆。

## 视频
- 沃尔登出舱取回科学仪器模块托架上的胶卷盒
- 阿波罗15号的降落过程